# Trobe
Trobe o San Andrés de Trobe (llamada oficialmente Santo André de Trobe) es una parroquia y una aldea española del municipio de Vedra, en la provincia de La Coruña, Galicia.

## Entidades de población
Entidades de población que forman parte de la parroquia:
- Agordoña
- Astoráns
- Bazar
- Gatente
- Malfurado
- Noceda
- Paizás
- Pedreira (A Pedreira)
- Trobe
- Vilarpiñeiro
- Jián (Xián)

## Demografía

### Parroquia
| Gráfica de evolución demográfica de Trobe (parroquia) entre 2000 y 2019 |
|                                                                         |
| Datos según el nomenclátor publicado por el INE.                        |

### Aldea
| Gráfica de evolución demográfica de Trobe (aldea) entre 2000 y 2019 |
|                                                                     |
| Datos según el nomenclátor publicado por el INE.                    |